# Synagoga v Přívoze
Synagoga v Přívoze byla synagoga templového typu, která stála v Přívoze v letech 1904–1939 v ulici Mariánská (dnes Hlávkova).

## Historie
Do roku 1870 žilo v Přívoze jen asi 50 židů, poté však jejich počet začal stoupat. Když roku 1900 získal Přívoz status města, žilo zde již 508 židů, kteří se rozhodli postavit si vlastní synagogu. V polovině roku 1900 pro tento účel založili Přívozský chrámový spolek (Přivozer/Oderfurter Tempel-Verein) a začali shromažďovat prostředky pro stavbu. Mezi největší dárce patřili majitelé Vítkovického horního a hutního těžířstva nebo Markus Strassmann (majitel pivovaru a předseda ŽNO Moravská Ostrava).
Stavbu novorománské synagogy v Mariánské (dnes Hlávkově) ulici provedl přívozský židovský stavební mistr Viktor Sonnenschein podle plánů stavebních mistrů Ignatze Felixe a Eugena Noëho. Celkové náklady dosáhly 44 000 K. Budovu slavnostně vysvětil moravskoostravský rabín Jakob Spira 30. října 1904. V následujících desetiletích pak bohoslužby v synagoze vedli postupně kantoři Josef Sagher, Bernhard Ilmer a Arnold Schimkowitz
Po nacistické okupaci byla synagoga v noci na 10. června 1939 vypálena, podobně jako další synagogy na Ostravsku.